# Kytösaari (ö i Södra Savolax, Nyslott, lat 61,69, long 28,62)
Kytösaari är en ö i Finland. Den ligger i sjön Pihlajavesi och i kommunen Sulkava i den ekonomiska regionen  Nyslotts ekonomiska region  och landskapet Södra Savolax, i den sydöstra delen av landet, 260 km nordost om huvudstaden Helsingfors. Öns area är 43 hektar och dess största längd är 1 kilometer i sydöst-nordvästlig riktning.